# Littérature somalienne
La littérature somalienne est la littérature utilisée par les Somalis de Somalie, du Somaliland, de Djibouti, du Yémen, de l'Érythrée, de l'Ogadénie et du Kenya.
Du fait de son histoire particulière, la littérature somalienne trouve ses fondements dans la tradition orale, l'écriture latine somalie n'étant reconnue comme alphabet officiel qu'en 1972, et plus spécifiquement donc dans la poésie, genre littéraire particulièrement adapté à la tradition orale. La littérature islamique et l'héritage culturel de la civilisation islamique ont également un poids prépondérant sur la littérature somalienne. Actuellement, depuis 1972, la littérature somalienne s'est étoffée de plusieurs romans écrit en somali et considérés comme des classiques.

## Poésie somalienne
La poésie somalienne est universellement reconnue comme étant l'une des meilleures et l'une des plus riches au monde.
Dans l'histoire et dans la culture somalienne, la poésie occupe une place centrale puisqu'elle est la forme d'expression privilégiée au sein de la société somalie, la poésie disposant d'une réelle importance socioculturelle. La poésie somalienne étant issue de la tradition orale, il est impossible de définir précisément ses origines. Il est à noter qu'elle est particulièrement développée et utilisée chez les tribus nomades du nord de la Somalie même si de façon générale la poésie somalienne est une institution nationale très bien organisée. Ainsi, près de 40 genres poétiques sont recensés, parmi lesquels certains genres historiquement dominants à savoir buraanbur, gabay ( un genre poétique mélodieux et rythmique utilisé pour raconter des évènements historiques ou pour exprimer les sentiments de la communauté), geerar (genre de poésie épique en lien avec la guerre, le mot signifie littéralement « se vanter de ses exploits guerrier après le combat »), ou encore jifto.
La poésie somalienne a pu se développer et se transmettre à travers le monde avec l'invention de l'alphabet latin somali par Shire Jama Ahmed et la publication de recueils de poèmes somaliens traduits. Le premier de ces recueils est Somali Poetry: An Introduction publié en 1964 par  B.W. Andrzejewski and I.M. Lewis.
Dès la fin de la Seconde Guerre mondiale se développent d'autres genres poétiques, et notamment le heelo, qui est un genre de poésie se pratiquant avec un accompagnement musical. Le heelo participe à la revivification de la poésie somalienne, notamment en introduisant des thématiques anti-coloniales et nationalistes somaliennes. En raison de ce lien fort de la société somalienne à la poésie, le pays est surnommé la nation des bardes.

### Nation des bardes
En raison de l'amour passionné et des compétences du peuple somalien pour la poésie, la Somalie a également été surnommée notamment par la romancière et érudite canadienne Margaret Laurence, comme étant une « nation de poètes » et une « nation de bardes ». L'explorateur britannique du XIXe siècle Richard Francis Burton, qui a visité la péninsule somalienne, raconte de la même manière dans son livre First Footsteps in East Africa comment :
« Le pays regorge de poètes... chaque homme a sa place reconnue dans la littérature aussi précisément définie que s'il avait été recensé dans un siècle de revues - l'oreille fine de ce peuple lui faisant prendre le plus grand plaisir aux sons harmonieux et aux expressions poétiques. ;... Chaque chef du pays doit avoir un panégyrique à chanter par son clan, et les grands patronnent la littérature légère en gardant un poète. »
Selon la romancière et érudite canadienne Margaret Laurence, qui a initialement inventé le terme « Nation des poètes » pour décrire la péninsule somalienne, la sous-section Eidagale du clan Garhajis était considérée comme « les experts reconnus dans la composition de poésie » par leurs contemporains.

### Structure
La poésie somalienne présente une allitération obligatoire, similaire à certains égards aux exigences du vers allitératif germanique. Cette allitération obligatoire est tellement importante dans la poésie somalienne que la première compilation écrite de poèmes somaliens les classait selon l'allitération que suivaient les poèmes.
La poésie somalienne s'organise autour de trois piliers obligatoires. Premièrement, l'allitération obligatoire choisie doit être conservée tout au long du poème. Deuxièmement l'interdiction de l'improvisation, ce qui induit un principe strict de séparation entre l'auteur et le récitant, ce dernier devant clamer le poème sans changer un seul mot et en précisant le nom de l'auteur. C'est par ce biais que la poésie somalienne a pu se transmettre de génération en génération et former un réel corpus précis et non un ensemble d'histoires similaires mais différentes sur certains détails. Enfin, un poème somali doit comporter une finalité, c'est-à-dire être écrit dans un but précis. Le gabay est d'ailleurs la forme de poésie la plus respectueuse de cette troisième condition, puisqu'elle délivre exclusivement un message social ou politique. Le gabay est cependant réservé aux meilleurs poètes.
Il existe une distinction cruciale entre les différentes formes de poésie somalienne. Les formes diffèrent selon le nombre de syllabes dans chaque vers du poème.
| Genre poétique                                   | Syllabes | Mesure                  |
| ------------------------------------------------ | -------- | ----------------------- |
| Halaanhal                                        | 12       | Compteur le plus ancien |
| Gabaï                                            | 14 à 16  | Compteur classique      |
| Geeraar                                          | 7        | Compteur classique      |
| Jiifto                                           | 7        | Compteur classique      |
| Heello                                           | dix      |                         |
| Hees-xoolaad (chant du bétail)                   | 4 à 5    |                         |
| Hees-cayaareed (chanson-danse)                   | 6 à 11   |                         |
| Hees-caanood (chanson qui fait trembler le lait) | 6 à 9    |                         |
| Hees-mooye (chanson de broyage)                  | 6        |                         |
| Hees-carruureed (chanson pour enfants)           | 8        |                         |

### Rôle social de la poésie dans la société somalie
Les proverbes poétiques et la poésie somalienne font partie intégrante du patrimoine culturel des Somaliens, au regard de leur rôle sociale éminemment important dans l'histoire somalienne. Comme l'explique le doyen des études somaliennes Said Sheikh Samatar, un poète somalien est censé jouer un rôle de soutien à son clan « pour défendre ses droits dans les conflits claniques, pour défendre son honneur et son prestige contre les attaques de poètes rivaux, pour immortaliser sa renommée » et d'agir dans l'ensemble comme porte-parole pour eux. Conséquemment, un poème traditionnel s'inscrit dans un contexte historique et est composé dans un but précis, avec des éléments argumentatifs ou persuasifs. En plus de ce rôle judiciaire, les poèmes étaient aussi des moyens d'expression d'un avis politique. Le gabay forme ultime du poème revendicatif fut notamment utilisé dans le cadre des luttes anti-coloniales. Il est possible de citer à titre d'exemples les poèmes de Mohammed Abdullah Hassan visant à soutenir la cause des derviches luttant contre l'occupation coloniale. Le gabay est un puissant outil de contestation politique, puisque l'invention d'un gabay ouvre une chaîne, c'est-à-dire un ensemble de poèmes fonctionnant ensemble, organisés autour d'un même sujet politique et rangés selon leur point de vue sur ledit sujet.
La place de la poésie dans la société somalienne est telle que l'Organisation des Nations unies a mis en place via le Programme des Nations unies pour le développement, un programme intitulé « Maison de la poésie somalienne » visant à conserver la poésie somalienne et à mobiliser cet art afin d'établir la paix.
L'anthropologue britannique spécialiste de la Corne de l'Afrique IM Lewis raconte comment, dans les derniers jours du règne du général Muhammad Siad Barre, l'opposition politique s'appuyait souvent sur la poésie orale, enregistrée sur cassettes ou diffusée par le service en langue somalienne de la BBC, pour exprimer leur désaccord. Lorsque les Britanniques envisagèrent de fermer le service en langue somalienne pour des raisons financières, une délégation d'éminents dirigeants somaliens les rencontra et affirma que « même s'ils appréciaient personnellement l'ambassadeur, il serait préférable de fermer l'ambassade britannique plutôt que de mettre fin au service ».

### Les références de la poésie somalienne

#### Mohammed Abdallah Hassan

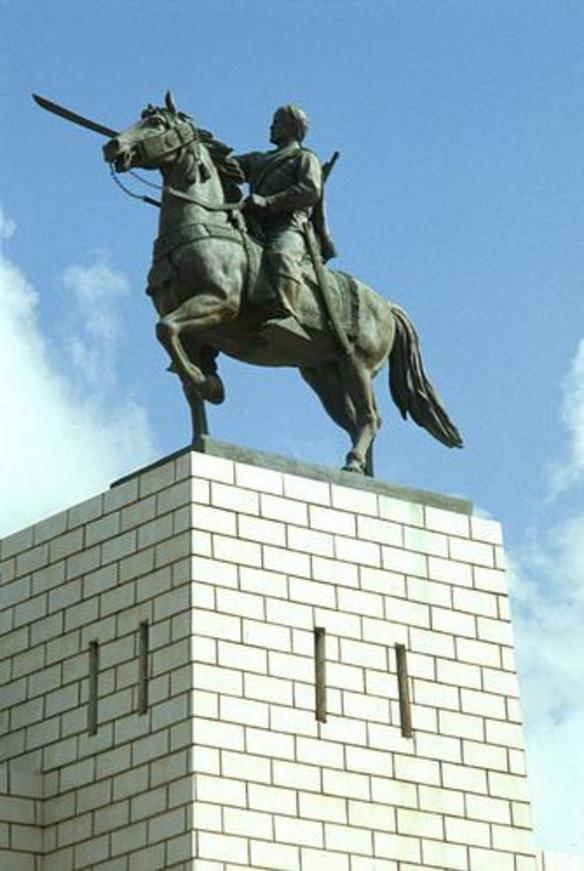
Sayyid Mohammed Abdullah Hassan

Observant que "certains disent qu'il était 'sans égal' et que ses 'lignées nobles'... sont communément citées dans toute la péninsule somalienne", Samatar partage le jugement de J. Spencer Trimingham selon lequel « Mahammad 'Abdille Hasan [Sayyid Abdullah Hassan] était un maître de éloquence et excellait dans l'art de composer des poèmes impromptus qui inspirent et enflamment si facilement les Somaliens » - bien que Samatar soit en désaccord sur sa nature « impromptue ».
L'un des poèmes les plus connus de Hassan est Gaala Leged (« Défaite des Infidèles »).

#### Elmi Boodhari
Elmi Boodhari diffère des poètes de sa génération en ce qu'il évite le thème populaire de la guerre clanique et de la vengeance dans la poésie somalienne, se concentrant plutôt entièrement sur l'amour et composant tous ses poèmes pour la femme qu'il aimait, Hodan Abdulle, ce qui fut alors considéré comme non conventionnel et scandaleux à l'époque.

#### Ali Bu'ul
Ali Bu'ul (Cali Bucul) est un célèbre poète somalien et chef militaire du XIXe siècle, réputé pour ses geeraars. Les poèmes équestres étaient à la mode avant le début du 20e siècle et bon nombre des geeraars bien connus que nous connaissons aujourd'hui viennent d'Ali Bu'ul,. Il est le créateur du terme Guulwade, que les Somaliens utilisent encore aujourd'hui.

#### Salaan Carrabey
Salaan Carrabey est l'un des plus grands poètes de sa génération, il est notamment connu pour sa participation à une des plus célèbres chaînes poétiques, le Guba, opposant les clans Isaaq et Darod.

## Théâtre
Bien que plus tardif, puisqu'il se développe à partir de la Seconde Guerre mondiale, le théâtre somali est un élément important de la littérature somalienne. Pour cause, le théâtre somali n'est pas un calque du théâtre européen mais est bien une innovation purement somalie. En effet, le théâtre somali s'apparente à un mélange de poésie et de poésie, les vers étant parfois accompagnés par des musiciens.
Ce mélange entre poésie et prose fait qu'une pièce de théâtre somalie sera divisée entre moment « noble », caractérisé par le recours à la poésie et par le fait que le moment est un tournant, souvent dramatique, et moment plus léger, où seront hautement mobilisés la satire et l'humour. Ces moments plus légers sont effectués en prose et laissent une part de liberté aux acteurs, l'improvisation étant une composante de ces moments légers.
Le théâtre somali, comme l'ensemble de la littérature somalie, se caractérise par son réalisme. En effet, le théâtre somali mobilise généralement des thèmes issus de la vie quotidienne, souvent afin de véhiculer un message social plus large. La pièce Leopard amon women écrite en 1968 par Hassan Shekh Mumin est un classique du théâtre somali et traite du mariage, afin de questionner les relations hommes femmes à son époque.

## Littérature populaire
Les Somaliens ont également une riche tradition orale en matière de contes populaires anciens, des histoires transmises de génération en génération. De nombreux contes populaires somaliens sur le travail et la vie sont si anciens et omniprésents que leur auteur est inconnu. Des contes tels que Dhegdheer, la femme cannibale, sont racontés aux petits enfants pour leur inculquer la discipline. Coldiid le sage guerrier est un autre conte populaire somalien transmettant un message pacifiste, l'histoire racontée est celle d'un waranle (guerrier) qui évite toute forme de violence.
Le conte d'un lion est un livre pour enfants populaire dans la diaspora somalienne dans lequel deux enfants immigrés somaliens luttent pour s'adapter à la vie dans un nouvel environnement. Ils se retrouvent entourés d'amis qui leur semblent avides, pour ensuite retourner comme par magie dans l'ancienne Somalie où ils vivent par eux-mêmes tous les contes populaires somaliens. Le conte d'un lion a également été récemment transformé en pièce de théâtre scolaire.

## Littérature moderne
Les érudits somaliens ont produit pendant des siècles de nombreux exemples notables de littérature islamique allant de la poésie aux hadiths. Avec l'adoption en 1972 de l'écriture latine somalienne développée par le linguiste somalien Shire Jama Ahmed comme orthographe standard du pays, de nombreux auteurs somaliens contemporains ont également publié des romans, dont certains ont été récompensés dans le monde entier. Narudin Farah est l'un d'entre eux.
Cristina Ali Farah est une célèbre écrivaine italo-somalienne née en Italie d'un père somalien et d'une mère italienne, Farah a grandi à Mogadiscio de 1976 à 1991. Ses romans et sa poésie sont publiés dans diverses revues (en italien et en anglais) comme El Ghibli, Caffè, Crocevia, ainsi que dans les anthologies "Poesia della migrazione in Italiano" ("Poésie de la migration en Italie") et "A New Map : La poésie des écrivains migrants en Italie". En 2006, Farah remporte le concours littéraire national italien « Langue maternelle ». Elle est honorée par la ville de Turin lors de la "Foire Internationale du Livre de Turin". En 2007, elle publie son premier roman, Madre piccola (« Petite Mère »  ), basé sur sa propre expérience de vie à Mogadiscio. Depuis 2014, elle écrit quelques ouvrages en langue somalienne,.